# Rābiʿa al-ʿAdawiyya al-Qaysiyya

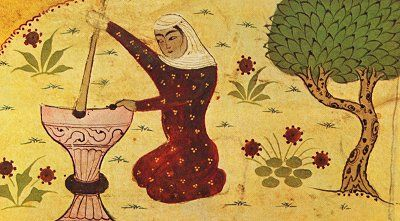
Darstellung Rabias in einer persischen Miniatur.

Rābiʿa al-ʿAdawiyya al-Qaisiyya (arabisch رابعة العدوية القيسية, DMG Rābiʿa al-ʿAdawiyya al-Qaysiyya, * 714, 717 oder 718 in Basra; † 801 ebenda) war eine legendäre islamische Mystikerin und Heilige, die als eine der ersten Sufisten gilt. Oft findet man ihren Namen auch in der europäisierten Form Rabia von Basra oder in der ägyptisch-arabischen Form Rabaa El-Adaweya.

## Leben
Die bekannten Lebensdaten wurden aus vielen verschiedenen hagiographischen Quellen zusammengestellt. Die Trennung der Fakten von den Legenden ist schwierig. Es lassen sich jedoch historische Eckdaten aufzeichnen. Rābiʿa wurde während der Ära der Abbasiden in Basra geboren und höchstwahrscheinlich von ihrem sozioreligiösen Milieu beeinflusst. Die Leiterin der islamischen Fachschule für soziale Bildung in Wien, Zeynep Elibol, bezieht sich darauf, dass Rābiʿa als Waise und Sklavin lebte. Basra beherbergte damals eine Schule für weibliche Asketen zu einer Zeit, als der Asketismus wachsenden Zuspruch erfuhr. Basra war zudem die Heimstätte des renommierten Asketen al-Hasan al-Basrī, mit dem Rābiʿa in den Legenden oft verbunden wird, den sie aber vermutlich nie getroffen hat. Dagegen gibt es keinen Anlass zu Zweifeln an der Erzählung ihres Zeitgenossen al-Dschāhiz, nach der sie mit anderen Mystikerinnen verbunden war und eine asketische Lebensweise führte. Nach einigen Quellen war Rābiʿa eine Sklavin des al-Atik-Clans, bis ihr Herr ihr die Freiheit schenkte, als er ihre großen spirituellen Fähigkeiten erkannte, worauf sie ihr Leben der beständigen Verehrung ihres Gottes widmete.

## Lehre
Rabias bekannteste Lehre ist die mystische Liebe und Freundschaft zu Gott. Jeder wahre Liebende suche die Innigkeit mit seinem Geliebten, so auch der wahre Gläubige mit Gott. Dabei unterscheidet sie zwischen einer egoistischen und kurzzeitigen Liebe zu Gott, nur um dessen Gunst zu erhalten, und einer ihm würdigen und dauerhaften Liebe, nämlich die Liebe zur Schönheit Gottes. Wie alle Sufis suchte sie letztlich die Einheit mit dem Göttlichen (an-nafs as-safiya). Liebe (ḥubb) gilt allein Gott, nicht seinen Propheten und keinen anderen religiösen Symbolen. Gott soll aufgrund seiner selbst, nicht aufgrund der Furcht vor der Hölle oder dem Verlangen nach dem Paradies geliebt werden. Hierin liegt die Neuerung Rābiʿas, welche für den späteren Sufismus maßstabgebend werden wird.

## Werke
Es existieren einige poetische Werke, die Rabia zugesprochen werden, viele davon sind jedoch unbekannter Herkunft. Sie selber hinterließ keine schriftlichen Dokumente, die meisten Geschichten über sie sind aufgrund der literarischen Werke des bekannten Sufi Fariduddin Attar (* ca. 1136; † ca. 1220) überliefert.

## Einfluss
Über die Jahrhunderte hinweg wurde die Figur Rābiʿa auf verschiedene Weise konstruiert und neu interpretiert, indem die jeweiligen Erzähler ihr Vermächtnis geformt und umgeformt haben. In der islamischen Welt entstanden aus Rabias legendärem Leben viele romantisierende Biographien. Einige ihrer Aussprüche wurden von al-Ghazālī kommentiert. Besonders in sufistischen Kreisen erfreut sie sich reger Beliebtheit, hier hatten ihre Lehren auch durchaus gewichtigen Einfluss. Schon im Mittelalter fanden einige Legenden über sie auch im christlichen Europa Verbreitung.
Die Erzählungen von al-Dschāhiz zeichneten das Bild einer sich selbst einschränkenden Asketin, die bekannt dafür war, allen weltlichen Dingen zu entsagen. Demnach galt ihre Liebe nur ihrem Gott allein. So wollte sie zölibatär leben und sich weder durch das Versprechen des Paradieses noch durch die Furcht vor dem Feuer (arabisch: al-nar als Metapher für die Hölle) von ihm ablenken lassen.
Der persische Mystiker Fariduddin Attar beschrieb Rābiʿa annähernd vier Jahrhunderte später als Besitzerin übernatürlicher Kräfte, eines sarkastischen Humors und einer tiefen Pietät. In einer Geschichte schrieb er ihr die Fähigkeit zu, auf ihrem Teppich durch den Himmel fliegen zu können. In einer anderen Geschichte erleuchtete sie die Dunkelheit mit ihren Fingern, die eines Nachts wie Laternen leuchteten. Als sie sich zur islamisch vorgeschriebenen Pilgerfahrt nach Mekka aufmachte (Haddsch), sei die Kaaba wie durch ein Wunder zu ihr gekommen. Oft wurden ihr auch sarkastische Zurechtweisungen männlicher Schüler zugeschrieben, zu weltlich zu sein.
In neuerer Zeit sind mehrere ägyptische Filme über sie entstanden.
Der ägyptische Film Rabia al-Adawiyya von 1963 unter Regie von Niazi Mostafa schilderte sie als schöne junge Sklavin, die von ihrem Herrn gezwungen wurde, orientalische Tänze aufzuführen, bis sie den Glauben zu Gott für sich entdeckte und ihr Leben dem Predigen und Beten widmete. Die berühmte ägyptische Sängerin Umm Kulthum nahm die Lieder für den Film auf und spielte in ihm mit. Der in Agfacolor gedrehte Film erzählt die Geschichte in romantischer und musikalischer Weise, wird noch immer häufig im ägyptischen Fernsehen gezeigt und ist aufgrund der Darstellung von Umm Kulthum, Nabila Ebeid (in der Rolle der Rabia) und Farid Shawqi in Ägypten sehr beliebt.
Anhänger Rābiʿas glauben daran, dass ihr Grabmal sich auf dem Ölberg in Jerusalem in einer Moschee aus dem 17. Jahrhundert befindet, die in der Nähe einer Kirche steht, die dem Ort ein Denkmal setzt, an dem der im Islam als Prophet und im Christentum als Messias (Jesus Christus) verehrte Jesus von Nazareth nach christlichem Glauben in den Himmel aufgestiegen sein soll.
Eine neuzeitliche, ihr zu Ehren benannte ägyptische Moschee wurde in der Vorstadt von Kairo erbaut und am 14. August 2013 mit dem sogenannten Rabia-Massaker zentraler Schauplatz „einer der brutalsten Massenhinrichtungen von Demonstranten in der jüngeren Weltgeschichte“ (Human Rights Watch), mit der das militärgestützte Regime nach dem Militärputsch am 3. Juli 2013 unter dem heutigen ägyptischen Präsidenten Abd al-Fattah as-Sisi gegen die erste demokratisch gewählte Regierung Ägyptens unter dem Muslimbruder Mohammed Mursi die monatelangen Massenproteste gegen den Putsch niedergeschlagen hatte. Die Rābiʿa-al-ʿAdawiyya-Moschee besitzt eine hohe mystische und religiöse Symbolik, da das religiöse Narrativ der Namensgeberin der Moschee in Ägypten gepflegt wird und islamistischen Putschgegnern Möglichkeiten zur Identifikation mit der Heiligen bietet, die der Erzählung nach tagsüber als Sklavin lebte und nachts betete. Nach den Massentötungen an Pro-Mursi-Demonstranten im Juli und August 2013 auf dem Rābiʿa-al-ʿAdawiyya-Platz vor der Rābiʿa-al-ʿAdawiyya-Moschee in Nasr-City nahm auch die R4bia-Kampagne Bezug auf den Namen der Heiligen des Platzes und der Moschee und wurde zum nachhaltigen Symbol für die Antiputschbewegung der Muslimbrüder.

## Legenden (Auswahl)
- Als Waisenkind verarmter Eltern wurde Rabia in die Sklaverei verkauft, wobei ihr Herr auch die sexuelle Verfügungsgewalt über sie besaß. Sie schlief oft wochenlang nicht und verbrachte die Zeit im Fasten, im Gebet und in Meditation. Eines Nachts bemerkte ihr Herr einen hellen Lichtschein über ihrem Kopf, der das gesamte Haus erleuchtete. Darüber erschrocken ließ er sie frei, und sie begann in der Wüste ein abgeschiedenes Leben als Sufistin. Auch wenn sie später in die Stadt Basra zurückkehrte, blieb sie ihr gesamtes restliches Leben keusch und lehnte trotz legendärer Schönheit jedes Heiratsangebot ab.[15]
- Man sah Rabia in den Straßen von Basra mit einem Eimer Wasser in der einen Hand und einer Fackel in der anderen Hand. Als sie gefragt wurde, was dies zu bedeuten habe, antwortete sie: „Ich will Wasser in die Hölle gießen und Feuer ans Paradies legen, damit diese beiden Schleier verschwinden und niemand mehr Gott aus Furcht vor der Hölle oder in Hoffnung aufs Paradies anbete, sondern nur noch um Seiner ewigen Schönheit willen.“[16]
- Rabia wurde einmal gefragt: „Liebst Du Gott?“ Sie antwortete: „Ja.“ – „Hasst Du den Teufel?“ Sie antwortete: „Nein. Meine Liebe zu Gott lässt mir keine Zeit, den Teufel zu hassen.“
- Als man Rabia einmal fragte, aus welchem Grund sie die Hilfe ihrer Freunde ausschlug, welche ihr eine Sklavin anbieten wollten, um ihr die Ausübung ihrer gottesdienstlichen Tätigkeiten zu ermöglichen, antwortete sie: „Ich würde mich schämen, Güter dieser Welt von demjenigen zu erbitten, dem sie gehören. Wie sollte ich sie dann von Leuten einfordern, denen sie nicht gehören?“
- Ein Gebet, das ihr zugeschrieben wird, lautete wie folgt: „O Herr, wenn ich Dich aus Angst vor der Hölle liebe, verbrenne mich dort, und wenn ich Dich in der Hoffnung auf das Paradies liebe, schließe mich dort aus, doch wenn ich Dich aus Liebe zu Dir selbst liebe, entziehe mir nicht Deine göttliche Schönheit.“
- Rabia soll kurz vor ihrem Tod ihren Freunden befohlen haben, sich zu entfernen und den Gottesboten den Weg freizugeben. Als ihre Freunde das Zimmer verließen, hörten sie Rabia das islamische Glaubensbekenntnis (Schahada) sprechen, worauf eine Stimme antwortete: „O Seele, die du (im Glauben) Ruhe gefunden hast! Kehr zufrieden und wohlgelitten zu deinem Herrn zurück! Schließ dich dem Kreis meiner Diener an und in mein Paradies ein!“ (Koran, Sure 89, 27-30). Nach ihrem Tod soll man von ihr geträumt haben und sie befragt haben, auf welche Weise sie den Todesengeln Nakir und Munkar entronnen sei.